# Erik Hamrén
Erik Anders Hamrén (Ljusdal, 27 giugno 1957) è un allenatore di calcio svedese.

## Carriera
La sua carriera da centrocampista si è svolta nelle serie minori, con le maglie di Ljusdal IF (squadra della sua città natale) e Stockvik FF per poi smettere a seguito di un infortunio. Si cimentava anche nel bandy, sport su ghiaccio diffuso anche in Svezia.
Nel 1994 con il Degerfors debutta su una panchina della massima serie svedese, mentre un anno più tardi assume la guida nell'AIK dove rimane due anni prima di essere sostituito da Stuart Baxter.
Passa quindi all'Örgryte, con cui al termine del primo anno ottiene una salvezza dopo gli spareggi. La stagione seguente viene invece chiusa al 4º posto, piazzamento che permette alla squadra di qualificarsi alla Coppa UEFA.
Nel 2003 si trasferisce in Danimarca per allenare l'Aalborg restandovi per un quinquennio e vincendo nel frattempo un campionato. Dal 2008 è il nuovo allenatore del Rosenborg, svolgendo un doppio incarico dal novembre 2009 quando diventa anche il nuovo CT della nazionale svedese al posto di Lars Lagerbäck.
Terminato il contratto con la squadra di club norvegese, dal settembre 2010 assume unicamente il controllo a tempo pieno della Svezia. Guida la nazionale gialloblù al campionato europeo 2012 (uscendo alla fase a gironi) e a quelli del 2016. Il 1º febbraio 2016, a circa quattro mesi dall'inizio della competizione continentale, annuncia l'intenzione di lasciare l'incarico al termine degli Europei.
Nel settembre 2017 accetta di aprire una nuova parentesi alla guida dell'Örgryte, nel campionato di Superettan, con un accordo valido per le poche partite di campionato rimanenti. Il contratto non sarà rinnovato.
L'8 agosto 2018 assume la guida della nazionale islandese, succedendo ad Heimir Hallgrímsson. Il 15 novembre 2020, dopo la fallimentare campagna di qualificazione al campionato d'Europa 2020 e la disastrosa campagna nella UEFA Nations League 2020-2021 (6 sconfitte in 6 partite), annuncia la decisione di farsi da parte e lascia poi la panchina della nazionale alla fine del 2020.

## Statistiche

### Statistiche da allenatore

#### Nazionale svedese
| Squadra | Naz               | dal             | al             | Record | Record | Record | Record     | Record | Record | Record | Record |
| G       | V                 | N               | P              | GF     | GS     | DR     | % Vittorie |        |        |        |        |
| ------- | ----------------- | --------------- | -------------- | ------ | ------ | ------ | ---------- | ------ | ------ | ------ | ------ |
| Svezia  | Svezia (bandiera) | 4 novembre 2009 | 22 giugno 2016 | 86     | 46     | 17     | 23         | 147    | 87     | +60    | 53,49  |

#### Nazionale svedese nel dettaglio
| 2010                 | Svezia        | Qual. Euro 2012     | 2º nel Gruppo E, qualificato                 | 3  | 2  | 0  | 1  | 66,67 | 9   | 4  | +5  |
| 2011                 | Svezia        | Qual. Euro 2012     | 2º nel Gruppo E, qualificato                 | 7  | 6  | 0  | 1  | 85,71 | 22  | 7  | +15 |
| giu.-lug. 2012       | Svezia        | Euro 2012           | Fase a gironi (4° nel gruppo D)              | 3  | 1  | 0  | 2  | 33,33 | 5   | 5  | +0  |
| 2012                 | Svezia        | Qual. Mondiale 2014 | 2° nel gruppo C, eliminato dopo i Play-Off   | 3  | 2  | 1  | 0  | 66,67 | 8   | 5  | +3  |
| 2013                 | Svezia        | Qual. Mondiale 2014 | 2° nel gruppo C, eliminato dopo i Play-Off   | 7  | 4  | 1  | 2  | 57,14 | 11  | 9  | +2  |
| nov. 2013 (play-Off) | Svezia        | Qual. Mondiale 2014 | 2° nel gruppo C, eliminato dopo i Play-Off   | 2  | 0  | 0  | 2  | &0,00 | 2   | 4  | -2  |
| 2014                 | Svezia        | Qual. Euro 2016     | 3º nel Gruppo G, qualificato dopo i play-off | 4  | 1  | 3  | 0  | 25,00 | 5   | 3  | +2  |
| 2015                 | Svezia        | Qual. Euro 2016     | 3º nel Gruppo G, qualificato dopo i play-off | 6  | 4  | 0  | 2  | 66,67 | 10  | 6  | +4  |
| nov. 2015 (Play-Off) | Svezia        | Qual. Euro 2016     | 3º nel Gruppo G, qualificato dopo i play-off | 2  | 1  | 1  | 0  | 50,00 | 4   | 3  | +1  |
| giu.-lug. 2016       | Svezia        | Euro 2016           | Fase a gironi (4° nel gruppo E)              | 3  | 0  | 1  | 2  | &0,00 | 1   | 3  | -2  |
| Dal 2009 al 2016     | Svezia        | Amichevoli          |                                              | 46 | 25 | 10 | 11 | 54,35 | 70  | 38 | +32 |
| Totale Svezia        | Totale Svezia | Totale Svezia       | Totale Svezia                                | 86 | 46 | 17 | 23 | 53,49 | 147 | 87 | +60 |

#### Panchine da commissario tecnico della nazionale svedese
| Cronologia completa delle presenze e delle reti in nazionale ― Svezia | Cronologia completa delle presenze e delle reti in nazionale ― Svezia | Cronologia completa delle presenze e delle reti in nazionale ― Svezia | Cronologia completa delle presenze e delle reti in nazionale ― Svezia | Cronologia completa delle presenze e delle reti in nazionale ― Svezia | Cronologia completa delle presenze e delle reti in nazionale ― Svezia | Cronologia completa delle presenze e delle reti in nazionale ― Svezia | Cronologia completa delle presenze e delle reti in nazionale ― Svezia |
| Data                                                                  | Città                                                                 | In casa                                                               | Risultato                                                             | Ospiti                                                                | Competizione                                                          | Reti                                                                  | Note                                                                  |
| --------------------------------------------------------------------- | --------------------------------------------------------------------- | --------------------------------------------------------------------- | --------------------------------------------------------------------- | --------------------------------------------------------------------- | --------------------------------------------------------------------- | --------------------------------------------------------------------- | --------------------------------------------------------------------- |
| 18-11-2009                                                            | Cesena                                                                | Italia                                                                | 1 – 0                                                                 | Svezia                                                                | Amichevole                                                            | -                                                                     | Cap: A.Svensson                                                       |
| 20-1-2010                                                             | Mascate                                                               | Oman                                                                  | 0 – 1                                                                 | Svezia                                                                | Amichevole                                                            | Anders Svensson                                                       | Cap: A.Svensson                                                       |
| 23-1-2010                                                             | Damasco                                                               | Siria                                                                 | 1 – 1                                                                 | Svezia                                                                | Amichevole                                                            | Mathias Ranégie                                                       | Cap: A.Svensson                                                       |
| 3-3-2010                                                              | Cardiff                                                               | Galles                                                                | 0 – 1                                                                 | Svezia                                                                | Amichevole                                                            | Johan Elmander                                                        | Cap: A.Svensson                                                       |
| 29-5-2010                                                             | Stoccolma                                                             | Svezia                                                                | 4 – 2                                                                 | Bosnia ed Erzegovina                                                  | Amichevole                                                            | Ola Toivonen 2 Martin Olsson Marcus Berg                              | Cap: A.Svensson                                                       |
| 11-8-2010                                                             | Solna                                                                 | Svezia                                                                | 3 – 0                                                                 | Scozia                                                                | Amichevole                                                            | Zlatan Ibrahimović Emir Bajrami Ola Toivonen                          | Cap: Z.Ibrahimović                                                    |
| 3-9-2010                                                              | Solna                                                                 | Svezia                                                                | 2 – 0                                                                 | Ungheria                                                              | Qual. Euro 2012                                                       | 2 Pontus Wernbloom                                                    | Cap: Z.Ibrahimović                                                    |
| 7-9-2010                                                              | Malmö                                                                 | Svezia                                                                | 6 – 0                                                                 | San Marino                                                            | Qual. Euro 2012                                                       | 2 Zlatan Ibrahimović 2 autorete Andreas Granqvist Marcus Berg         | Cap: Z.Ibrahimović                                                    |
| 12-10-2010                                                            | Amsterdam                                                             | Paesi Bassi                                                           | 4 – 1                                                                 | Svezia                                                                | Qual. Euro 2012                                                       | Andreas Granqvist                                                     | Cap: Z.Ibrahimović                                                    |
| 17-11-2010                                                            | Göteborg                                                              | Svezia                                                                | 0 – 0                                                                 | Germania                                                              | Amichevole                                                            | -                                                                     | Cap: A.Svensson                                                       |
| 19-1-2011                                                             | Città del Capo                                                        | Botswana                                                              | 1 – 2                                                                 | Svezia                                                                | Amichevole                                                            | Alexander Gerndt Anders Svensson                                      | Cap: A.Svensson                                                       |
| 22-1-2011                                                             | Nelspruit                                                             | Sudafrica                                                             | 1 – 1                                                                 | Svezia                                                                | Amichevole                                                            | Tobias Hysén                                                          | Cap: A.Svensson                                                       |
| 8-2-2011                                                              | Nicosia                                                               | Cipro                                                                 | 0 – 2                                                                 | Svezia                                                                | Amichevole                                                            | Tobias Hysén Marcus Berg                                              | Cap: J.Sellberg-Wiland                                                |
| 9-2-2011                                                              | Nicosia                                                               | Svezia                                                                | 1 – 1 dts (4 – 5 dtr)                                                 | Ucraina                                                               | Torneo di Cipro 2011 - Finale                                         | Johan Elmander                                                        |                                                                       |
| 29-3-2011                                                             | Solna                                                                 | Svezia                                                                | 2 – 1                                                                 | Moldavia                                                              | Qual. Euro 2012                                                       | Mikael Lustig Sebastian Larsson                                       | Cap: Z.Ibrahimović                                                    |
| 3-6-2011                                                              | Chișinău                                                              | Moldavia                                                              | 1 – 4                                                                 | Svezia                                                                | Qual. Euro 2012                                                       | Ola Toivonen 2 Johan Elmander Alexander Gerndt                        | Cap: A.Svensson                                                       |
| 7-6-2011                                                              | Solna                                                                 | Svezia                                                                | 5 – 0                                                                 | Finlandia                                                             | Qual. Euro 2012                                                       | Kim Källström 3 Zlatan Ibrahimović Emir Bajrami                       | Cap: A.Svensson                                                       |
| 10-8-2011                                                             | Kiev                                                                  | Ucraina                                                               | 0 – 1                                                                 | Svezia                                                                | Amichevole                                                            | Tobias Hysén                                                          | Cap: A.Svensson                                                       |
| 2-9-2011                                                              | Budapest                                                              | Ungheria                                                              | 2 – 1                                                                 | Svezia                                                                | Qual. Euro 2012                                                       | Christian Wilhelmsson                                                 | Cap: Z.Ibrahimović                                                    |
| 6-9-2011                                                              | Serravalle                                                            | San Marino                                                            | 0 – 5                                                                 | Svezia                                                                | Qual. Euro 2012                                                       | Kim Källström 2 Christian Wilhelmsson Martin Olsson Tobias Hysén      | Cap: Z.Ibrahimović                                                    |
| 7-10-2011                                                             | Helsinki                                                              | Finlandia                                                             | 1 – 2                                                                 | Svezia                                                                | Qual. Euro 2012                                                       | Sebastian Larsson Martin Olsson                                       | Cap: Z.Ibrahimović                                                    |
| 11-10-2011                                                            | Solna                                                                 | Svezia                                                                | 3 – 2                                                                 | Paesi Bassi                                                           | Qual. Euro 2012                                                       | Kim Källström Sebastian Larsson (rig.) Ola Toivonen                   | Cap: A.Svensson                                                       |
| 11-11-2011                                                            | Copenaghen                                                            | Danimarca                                                             | 2 – 0                                                                 | Svezia                                                                | Amichevole                                                            | -                                                                     | Cap: Z.Ibrahimović                                                    |
| 15-11-2011                                                            | Londra                                                                | Inghilterra                                                           | 1 – 0                                                                 | Svezia                                                                | Amichevole                                                            | -                                                                     | Cap: Z.Ibrahimović                                                    |
| 18-1-2012                                                             | Doha                                                                  | Svezia                                                                | 2 – 0                                                                 | Bahrein                                                               | Amichevole                                                            | Tobias Hysén (rig.) Oscar Hiljemark                                   | Cap: A.Svensson                                                       |
| 23-1-2012                                                             | Doha                                                                  | Qatar                                                                 | 0 – 5                                                                 | Svezia                                                                | Amichevole                                                            | Jimmy Durmaz Viktor Claesson 2 Tobias Hysén Simon Thern               | Cap: A.Svensson                                                       |
| 29-2-2012                                                             | Zagabria                                                              | Croazia                                                               | 1 – 3                                                                 | Svezia                                                                | Amichevole                                                            | Zlatan Ibrahimović (rig.) 2 Sebastian Larsson                         | Cap: Z.Ibrahimović                                                    |
| 30-5-2012                                                             | Göteborg                                                              | Svezia                                                                | 3 – 2                                                                 | Islanda                                                               | Amichevole                                                            | Zlatan Ibrahimović Ola Toivonen Christian Wilhelmsson                 | Cap: Z.Ibrahimović                                                    |
| 5-6-2012                                                              | Solna                                                                 | Svezia                                                                | 2 – 1                                                                 | Serbia                                                                | Amichevole                                                            | Ola Toivonen Zlatan Ibrahimović (rig.)                                | Cap: Z.Ibrahimović                                                    |
| 11-6-2012                                                             | Kiev                                                                  | Ucraina                                                               | 2 – 1                                                                 | Svezia                                                                | Euro 2012 - 1°turno                                                   | Zlatan Ibrahimović                                                    | Z.Ibrahimović                                                         |
| 15-6-2012                                                             | Kiev                                                                  | Svezia                                                                | 2 – 3                                                                 | Inghilterra                                                           | Euro 2012 - 1°turno                                                   | autorete Olof Mellberg                                                | Z.Ibrahimović                                                         |
| 19-6-2012                                                             | Kiev                                                                  | Svezia                                                                | 2 – 0                                                                 | Francia                                                               | Euro 2012 - 1°turno                                                   | Zlatan Ibrahimović Sebastian Larsson                                  | Z.Ibrahimović                                                         |
| 15-8-2012                                                             | Solna                                                                 | Svezia                                                                | 0 – 3                                                                 | Brasile                                                               | Amichevole                                                            | -                                                                     |                                                                       |
| 6-9-2012                                                              | Helsingborg                                                           | Svezia                                                                | 1 – 0                                                                 | Cina                                                                  | Amichevole                                                            | Johan Elmander                                                        | Cap: Z.Ibrahimović                                                    |
| 11-9-2012                                                             | Malmö                                                                 | Svezia                                                                | 2 – 0                                                                 | Kazakistan                                                            | Qual. Mondiali 2014                                                   | Rasmus Elm Marcus Berg                                                | Cap: Z.Ibrahimović                                                    |
| 12-10-2012                                                            | Tórshavn                                                              | Fær Øer                                                               | 1 – 2                                                                 | Svezia                                                                | Qual. Mondiali 2014                                                   | Alexander Kacaniklic Zlatan Ibrahimović                               | Cap: Z.Ibrahimović                                                    |
| 16-10-2012                                                            | Berlino                                                               | Germania                                                              | 4 – 4                                                                 | Svezia                                                                | Qual. Mondiali 2014                                                   | Zlatan Ibrahimović Mikael Lustig Johan Elmander Rasmus Elm            | Cap: Z.Ibrahimović                                                    |
| 14-11-2012                                                            | Solna                                                                 | Svezia                                                                | 4 – 2                                                                 | Inghilterra                                                           | Amichevole                                                            | 4 Zlatan Ibrahimović                                                  | Cap: Z.Ibrahimović                                                    |
| 23-1-2013                                                             | Chiang Mai                                                            | Corea del Nord                                                        | 1 – 1                                                                 | Svezia                                                                | Amichevole                                                            | Erton Fejzullahu                                                      | Cap: A.Svensson                                                       |
| 26-1-2013                                                             | Chiang Mai                                                            | Svezia                                                                | 3 – 0                                                                 | Finlandia                                                             | Amichevole                                                            | Tobias Hysén Robin Quaison Anders Svensson                            | Cap: A.Svensson                                                       |
| 6-2-2013                                                              | Solna                                                                 | Svezia                                                                | 2 – 3                                                                 | Argentina                                                             | Amichevole                                                            | Jonas Olsson Rasmus Elm                                               | Cap: Z.Ibrahimović                                                    |
| 22-3-2013                                                             | Solna                                                                 | Svezia                                                                | 0 – 0                                                                 | Irlanda                                                               | Qual. Mondiali 2014                                                   | -                                                                     | Cap: Z.Ibrahimović                                                    |
| 26-3-2013                                                             | Žilina                                                                | Slovacchia                                                            | 0 – 0                                                                 | Svezia                                                                | Amichevole                                                            | -                                                                     | Cap: A.Svensson                                                       |
| 3-6-2013                                                              | Malmö                                                                 | Svezia                                                                | 1 – 0                                                                 | Macedonia del Nord                                                    | Amichevole                                                            | Alexander Kacaniklic                                                  | Cap: Z.Ibrahimović                                                    |
| 7-6-2013                                                              | Vienna                                                                | Austria                                                               | 2 – 1                                                                 | Svezia                                                                | Qual. Mondiali 2014                                                   | Johan Elmander                                                        | Cap: Z.Ibrahimović                                                    |
| 11-6-2013                                                             | Solna                                                                 | Svezia                                                                | 2 – 0                                                                 | Fær Øer                                                               | Qual. Mondiali 2014                                                   | 2 Zlatan Ibrahimović 1 (rig.)                                         | Cap: Z.Ibrahimović                                                    |
| 14-8-2013                                                             | Solna                                                                 | Svezia                                                                | 4 – 2                                                                 | Norvegia                                                              | Amichevole                                                            | 3 Zlatan Ibrahimović Anders Svensson                                  | Cap: Z.Ibrahimović                                                    |
| 6-9-2013                                                              | Dublino                                                               | Irlanda                                                               | 1 – 2                                                                 | Svezia                                                                | Qual. Mondiali 2014                                                   | Johan Elmander Anders Svensson                                        | Cap: Z.Ibrahimović                                                    |
| 10-9-2013                                                             | Astana                                                                | Kazakistan                                                            | 0 – 1                                                                 | Svezia                                                                | Qual. Mondiali 2014                                                   | Zlatan Ibrahimović                                                    | Cap: Z.Ibrahimović                                                    |
| 11-10-2013                                                            | Solna                                                                 | Svezia                                                                | 2 – 1                                                                 | Austria                                                               | Qual. Mondiali 2014                                                   | Martin Olsson Zlatan Ibrahimović                                      | Cap: Z.Ibrahimović                                                    |
| 15-10-2013                                                            | Solna                                                                 | Svezia                                                                | 3 – 5                                                                 | Germania                                                              | Qual. Mondiali 2014                                                   | 2 Tobias Hysén Alexander Kacaniklic                                   | Cap: S.Larsson                                                        |
| 15-11-2013                                                            | Lisbona                                                               | Portogallo                                                            | 1 – 0                                                                 | Svezia                                                                | Qual. Mondiali 2014                                                   | -                                                                     | Cap: Z.Ibrahimović                                                    |
| 19-11-2013                                                            | Solna                                                                 | Svezia                                                                | 2 – 3                                                                 | Portogallo                                                            | Qual. Mondiali 2014                                                   | 2 Zlatan Ibrahimović                                                  | Cap: Z.Ibrahimović                                                    |
| 17-1-2014                                                             | Abu Dhabi                                                             | Moldavia                                                              | 1 – 2                                                                 | Svezia                                                                | Amichevole                                                            | 2 Erton Fejzullahu                                                    |                                                                       |
| 21-1-2014                                                             | Abu Dhabi                                                             | Svezia                                                                | 2 – 0                                                                 | Islanda                                                               | Amichevole                                                            | Robin Quaison Guillermo Molins                                        |                                                                       |
| 5-3-2014                                                              | Ankara                                                                | Turchia                                                               | 2 – 1                                                                 | Svezia                                                                | Amichevole                                                            | Ola Toivonen                                                          | Cap: Z.Ibrahimović                                                    |
| 28-5-2014                                                             | Copenaghen                                                            | Danimarca                                                             | 2 – 0                                                                 | Svezia                                                                | Amichevole                                                            | -                                                                     | Cap: Z.Ibrahimović                                                    |
| 1-6-2014                                                              | Solna                                                                 | Svezia                                                                | 0 – 2                                                                 | Belgio                                                                | Amichevole                                                            | -                                                                     | Cap: A.Isaksson                                                       |
| 4-9-2014                                                              | Solna                                                                 | Svezia                                                                | 2 – 0                                                                 | Estonia                                                               | Amichevole                                                            | 2 Zlatan Ibrahimović                                                  | Cap: Z.Ibrahimović                                                    |
| 8-9-2014                                                              | Vienna                                                                | Austria                                                               | 1 – 1                                                                 | Svezia                                                                | Qual. Euro 2016                                                       | Erkan Zengin                                                          | Cap: Z.Ibrahimović                                                    |
| 9-10-2014                                                             | Solna                                                                 | Svezia                                                                | 1 – 1                                                                 | Russia                                                                | Qual. Euro 2016                                                       | Ola Toivonen                                                          | Cap: A.Isaksson                                                       |
| 12-10-2014                                                            | Solna                                                                 | Svezia                                                                | 2 – 0                                                                 | Liechtenstein                                                         | Qual. Euro 2016                                                       | Erkan Zengin Jimmy Durmaz                                             | Cap: A.Isaksson                                                       |
| 15-11-2014                                                            | Podgorica                                                             | Montenegro                                                            | 1 – 1                                                                 | Svezia                                                                | Qual. Euro 2016                                                       | Zlatan Ibrahimović                                                    | Cap: Z.Ibrahimović                                                    |
| 18-11-2014                                                            | Marsiglia                                                             | Francia                                                               | 1 – 0                                                                 | Svezia                                                                | Amichevole                                                            | -                                                                     | Cap: A.Isaksson                                                       |
| 15-1-2015                                                             | Abu Dhabi                                                             | Svezia                                                                | 2 – 0                                                                 | Costa d'Avorio                                                        | Amichevole                                                            | Johan Mårtensson Marcus Rohdén                                        | Cap: J.Elmander                                                       |
| 19-1-2015                                                             | Abu Dhabi                                                             | Svezia                                                                | 0 – 1                                                                 | Finlandia                                                             | Amichevole                                                            | -                                                                     | Cap: J.Elmander                                                       |
| 27-3-2015                                                             | Chișinău                                                              | Moldavia                                                              | 0 – 2                                                                 | Svezia                                                                | Qual. Euro 2016                                                       | 2 Zlatan Ibrahimović 1 (rig.)                                         | Cap: Z.Ibrahimović                                                    |
| 31-3-2015                                                             | Solna                                                                 | Svezia                                                                | 3 – 1                                                                 | Iran                                                                  | Amichevole                                                            | Zlatan Ibrahimović Marcus Berg Ola Toivonen                           | Cap: Z.Ibrahimović                                                    |
| 8-6-2015                                                              | Oslo                                                                  | Norvegia                                                              | 0 – 0                                                                 | Svezia                                                                | Amichevole                                                            | -                                                                     | Cap: Z.Ibrahimović                                                    |
| 14-6-2015                                                             | Solna                                                                 | Svezia                                                                | 3 – 1                                                                 | Montenegro                                                            | Qual. Euro 2016                                                       | Marcus Berg 2 Zlatan Ibrahimović                                      | Cap: Z.Ibrahimović                                                    |
| 5-9-2015                                                              | Mosca                                                                 | Russia                                                                | 1 – 0                                                                 | Svezia                                                                | Qual. Euro 2016                                                       | -                                                                     | Cap: Z.Ibrahimović                                                    |
| 8-9-2015                                                              | Solna                                                                 | Svezia                                                                | 1 – 4                                                                 | Austria                                                               | Qual. Euro 2016                                                       | Zlatan Ibrahimović                                                    | Cap: Z.Ibrahimović                                                    |
| 9-10-2015                                                             | Vaduz                                                                 | Liechtenstein                                                         | 0 – 2                                                                 | Svezia                                                                | Qual. Euro 2016                                                       | Marcus Berg Zlatan Ibrahimović                                        | Cap: Z.Ibrahimović                                                    |
| 12-10-2015                                                            | Solna                                                                 | Svezia                                                                | 2 – 0                                                                 | Moldavia                                                              | Qual. Euro 2016                                                       | Zlatan Ibrahimović Erkan Zengin                                       | Cap: Z.Ibrahimović                                                    |
| 14-11-2015                                                            | Solna                                                                 | Svezia                                                                | 2 – 1                                                                 | Danimarca                                                             | Qual. Euro 2016                                                       | Emil Forsberg Zlatan Ibrahimović (rig.)                               | Cap: Z.Ibrahimović                                                    |
| 17-11-2015                                                            | Copenaghen                                                            | Danimarca                                                             | 2 – 2                                                                 | Svezia                                                                | Qual. Euro 2016                                                       | 2 Zlatan Ibrahimović                                                  | Cap: Z.Ibrahimović                                                    |
| 6-1-2016                                                              | Abu Dhabi                                                             | Svezia                                                                | 1 – 1                                                                 | Estonia                                                               | Amichevole                                                            | Mikael Ishak                                                          | Cap: E.Bergstrom                                                      |
| 10-1-2016                                                             | Abu Dhabi                                                             | Svezia                                                                | 3 – 0                                                                 | Finlandia                                                             | Amichevole                                                            | Emil Salomonsson (rig.) Melker Hallberg Emir Kujovic                  | Cap: E.Bergstrom                                                      |
| 24-3-2016                                                             | Antalya                                                               | Turchia                                                               | 2 – 1                                                                 | Svezia                                                                | Amichevole                                                            | Andreas Granqvist                                                     | Cap: A.Granqvist                                                      |
| 29-3-2016                                                             | Solna                                                                 | Svezia                                                                | 1 – 1                                                                 | Rep. Ceca                                                             | Amichevole                                                            | Marcus Berg                                                           | Cap: Z.Ibrahimović                                                    |
| 30-5-2016                                                             | Malmö                                                                 | Svezia                                                                | 0 – 0                                                                 | Slovenia                                                              | Amichevole                                                            | -                                                                     | Cap: A.Isaksson                                                       |
| 5-6-2016                                                              | Solna                                                                 | Svezia                                                                | 3 – 0                                                                 | Galles                                                                | Amichevole                                                            | Emil Forsberg Mikael Lustig John Guidetti                             | Cap: Z.Ibrahimović                                                    |
| 13-6-2016                                                             | Saint-Denis                                                           | Irlanda                                                               | 1 – 1                                                                 | Svezia                                                                | Euro 2016 - 1°turno                                                   | autorete                                                              | Cap: Z.Ibrahimović                                                    |
| 17-6-2016                                                             | Tolosa                                                                | Italia                                                                | 1 – 0                                                                 | Svezia                                                                | Euro 2016 - 1°turno                                                   | -                                                                     | Cap: Z.Ibrahimović                                                    |
| 22-6-2016                                                             | Nizza                                                                 | Svezia                                                                | 0 – 1                                                                 | Belgio                                                                | Euro 2016 - 1°turno                                                   | -                                                                     | Cap: Z.Ibrahimović                                                    |
| Totale                                                                |                                                                       | Presenze                                                              | 86                                                                    |                                                                       | Reti                                                                  | 147                                                                   |                                                                       |

#### Nazionale islandese
| Squadra | Naz                | dal           | al               | Record | Record | Record | Record     | Record | Record | Record | Record |
| G       | V                  | N             | P                | GF     | GS     | DR     | % Vittorie |        |        |        |        |
| ------- | ------------------ | ------------- | ---------------- | ------ | ------ | ------ | ---------- | ------ | ------ | ------ | ------ |
| Islanda | Islanda (bandiera) | 8 agosto 2018 | 19 novembre 2020 | 27     | 9      | 5      | 13         | 28     | 48     | −20    | 33,33  |

#### Nazionale islandese nel dettaglio
| 2018                      | Islanda        | Nations League 2018-2019 | 4° nel gruppo 2                            | 4  | 0 | 0 | 4  | &0,00 | 1  | 13 | -12 |
| 2019                      | Islanda        | Qual.Euro 2020           | 3° nel gruppo H, eliminato dopo i play-off | 10 | 6 | 1 | 3  | 60,00 | 14 | 11 | +3  |
| ott.-nov. 2020 (play-off) | Islanda        | Qual.Euro 2020           | 3° nel gruppo H, eliminato dopo i play-off | 2  | 1 | 0 | 1  | 50,00 | 3  | 3  | +0  |
| 2020                      | Islanda        | Nations League 2020-2021 | 4° nel gruppo 2 retrocesso in Lega B       | 5  | 0 | 0 | 5  | &0,00 | 2  | 15 | -13 |
| Dal 2018 al 2020          | Islanda        | Amichevoli               |                                            | 6  | 2 | 4 | 0  | 33,33 | 8  | 6  | +2  |
| Totale Islanda            | Totale Islanda | Totale Islanda           | Totale Islanda                             | 27 | 9 | 5 | 13 | 33,33 | 28 | 48 | -20 |

#### Panchine da commissario tecnico della nazionale islandese
| Cronologia completa delle presenze e delle reti in nazionale ― Islanda | Cronologia completa delle presenze e delle reti in nazionale ― Islanda | Cronologia completa delle presenze e delle reti in nazionale ― Islanda | Cronologia completa delle presenze e delle reti in nazionale ― Islanda | Cronologia completa delle presenze e delle reti in nazionale ― Islanda | Cronologia completa delle presenze e delle reti in nazionale ― Islanda | Cronologia completa delle presenze e delle reti in nazionale ― Islanda | Cronologia completa delle presenze e delle reti in nazionale ― Islanda |
| Data                                                                   | Città                                                                  | In casa                                                                | Risultato                                                              | Ospiti                                                                 | Competizione                                                           | Reti                                                                   | Note                                                                   |
| ---------------------------------------------------------------------- | ---------------------------------------------------------------------- | ---------------------------------------------------------------------- | ---------------------------------------------------------------------- | ---------------------------------------------------------------------- | ---------------------------------------------------------------------- | ---------------------------------------------------------------------- | ---------------------------------------------------------------------- |
| 8-9-2018                                                               | San Gallo                                                              | Svizzera                                                               | 6 – 0                                                                  | Islanda                                                                | UEFA Nations League 2018-2019 - 1°turno                                | -                                                                      | Cap: G.Sigurðsson                                                      |
| 11-9-2018                                                              | Reykjavík                                                              | Islanda                                                                | 0 – 3                                                                  | Belgio                                                                 | UEFA Nations League 2018-2019 - 1°turno                                | -                                                                      | Cap: G.Sigurðsson                                                      |
| 11-10-2018                                                             | Guingamp                                                               | Francia                                                                | 2 – 2                                                                  | Islanda                                                                | Amichevole                                                             | Birkir Bjarnason Kári Árnason                                          | Cap: G.Sigurðsson                                                      |
| 15-10-2018                                                             | Reykjavík                                                              | Islanda                                                                | 1 – 2                                                                  | Svizzera                                                               | UEFA Nations League 2018-2019 - 1°turno                                | Alfred Finnbogason                                                     | Cap: G.Sigurðsson                                                      |
| 15-11-2018                                                             | Bruxelles                                                              | Belgio                                                                 | 2 – 0                                                                  | Islanda                                                                | UEFA Nations League 2018-2019 - 1°turno                                | -                                                                      | Cap: A.Gunnarsson                                                      |
| 19-11-2018                                                             | Doha                                                                   | Qatar                                                                  | 2 – 2                                                                  | Islanda                                                                | Amichevole                                                             | autorete Kolbeinn Sigthórsson (rig.)                                   | Cap: K.Sigthórsson                                                     |
| 11-1-2019                                                              | Doha                                                                   | Svezia                                                                 | 2 – 2                                                                  | Islanda                                                                | Amichevole                                                             | Óttar Magnús Karlsson Jón Dagur Þorsteinsson                           | Cap: B.Saevarsson                                                      |
| 15-1-2019                                                              | Doha                                                                   | Islanda                                                                | 0 – 0                                                                  | Estonia                                                                | Amichevole                                                             | -                                                                      | Cap: B.Saevarsson                                                      |
| 22-3-2019                                                              | Andorra la Vella                                                       | Andorra                                                                | 0 – 2                                                                  | Islanda                                                                | Qual. Euro 2020                                                        | Birkir Bjarnason Viðar Örn Kjartansson                                 | Cap: A.Gunnarsson                                                      |
| 25-3-2019                                                              | Saint Denis                                                            | Francia                                                                | 4 – 0                                                                  | Islanda                                                                | Qual. Euro 2020                                                        | -                                                                      | Cap: A.Gunnarsson                                                      |
| 8-6-2019                                                               | Reykjavík                                                              | Islanda                                                                | 1 – 0                                                                  | Albania                                                                | Qual. Euro 2020                                                        | Jóhann Berg Guðmundsson                                                | Cap: A.Gunnarsson                                                      |
| 11-6-2019                                                              | Reykjavík                                                              | Islanda                                                                | 2 – 1                                                                  | Turchia                                                                | Qual. Euro 2020                                                        | 2 Ragnar Sigurðsson                                                    | Cap: A.Gunnarsson                                                      |
| 7-9-2019                                                               | Reykjavík                                                              | Islanda                                                                | 3 – 0                                                                  | Moldavia                                                               | Qual. Euro 2020                                                        | Kolbeinn Sigthórsson Birkir Bjarnason Jón Daði Böðvarsson              | Cap: A.Gunnarsson                                                      |
| 10-9-2019                                                              | Elbasan                                                                | Albania                                                                | 4 – 2                                                                  | Islanda                                                                | Qual. Euro 2020                                                        | Gylfi Sigurðsson Kolbeinn Sigthórsson                                  | Cap: A.Gunnarsson                                                      |
| 11-10-2019                                                             | Reykjavík                                                              | Islanda                                                                | 0 – 1                                                                  | Francia                                                                | Qual. Euro 2020                                                        | -                                                                      | Cap:G.Sigurðsson                                                       |
| 14-10-2019                                                             | Reykjavík                                                              | Islanda                                                                | 2 – 0                                                                  | Andorra                                                                | Qual. Euro 2020                                                        | Arnór Sigurðsson Kolbeinn Sigthórsson                                  | Cap:G.Sigurðsson                                                       |
| 14-11-2019                                                             | Istanbul                                                               | Turchia                                                                | 0 – 0                                                                  | Islanda                                                                | Qual. Euro 2020                                                        | -                                                                      | Cap:G.Sigurðsson                                                       |
| 17-11-2019                                                             | Chișinău                                                               | Moldavia                                                               | 1 – 2                                                                  | Islanda                                                                | Qual. Euro 2020                                                        | Birkir Bjarnason Gylfi Sigurðsson                                      | Cap:G.Sigurðsson                                                       |
| 16-1-2020                                                              | Irvine                                                                 | Canada                                                                 | 0 – 1                                                                  | Islanda                                                                | Amichevole                                                             | Hólmar Örn Eyjólfsson                                                  | Cap: K.Arnason                                                         |
| 20-1-2020                                                              | Carson                                                                 | El Salvador                                                            | 0 – 1                                                                  | Islanda                                                                | Amichevole                                                             | Kjartan Finnbogason                                                    | Cap: K.Arnason                                                         |
| 5-9-2020                                                               | Reykjavík                                                              | Islanda                                                                | 0 – 1                                                                  | Inghilterra                                                            | UEFA Nations League 2020-2021 - 1°turno                                | -                                                                      | Cap: K.Arnason                                                         |
| 8-9-2020                                                               | Bruxelles                                                              | Belgio                                                                 | 5 – 1                                                                  | Islanda                                                                | UEFA Nations League 2020-2021 - 1°turno                                | Hólmbert Aron Friðjónsson                                              | Cap: A.Skulason                                                        |
| 8-10-2020                                                              | Reykjavík                                                              | Islanda                                                                | 2 – 1                                                                  | Romania                                                                | Qual. Euro 2020                                                        | 2 Gylfi Sigurðsson                                                     | Cap: A.Gunnarsson                                                      |
| 11-10-2020                                                             | Reykjavík                                                              | Islanda                                                                | 0 – 3                                                                  | Danimarca                                                              | UEFA Nations League 2020-2021 - 1°turno                                | -                                                                      | Cap: A.Gunnarsson                                                      |
| 12-11-2020                                                             | Budapest                                                               | Ungheria                                                               | 2 – 1                                                                  | Islanda                                                                | Qual. Euro 2020                                                        | Gylfi Sigurðsson                                                       | Cap: A.Gunnarsson                                                      |
| 15-11-2020                                                             | Copenaghen                                                             | Danimarca                                                              | 2 – 1                                                                  | Islanda                                                                | UEFA Nations League 2020-2021 - 1°turno                                | Viðar Örn Kjartansson                                                  | Cap: G.Sigurðsson                                                      |
| 18-11-2020                                                             | Londra                                                                 | Inghilterra                                                            | 4 – 0                                                                  | Islanda                                                                | UEFA Nations League 2020-2021 - 1°turno                                | -                                                                      | Cap: K.Arnason                                                         |
| Totale                                                                 |                                                                        | Presenze                                                               | 27                                                                     |                                                                        | Reti                                                                   | 28                                                                     |                                                                        |

## Palmarès

### Club
- Coppa di Svezia: 3

AIK: 1995-96, 1996-97
Örgryte: 1999-00
- Campionato danese: 1

Aalborg: 2007-08
- Campionato norvegese: 2

Rosenborg: 2009, 2010

### Individuali
- Allenatore dell'anno del campionato danese: 1

2008
- Allenatore dell'anno del campionato norvegese: 1

2009